# Алазани
Алазани или Алазан (на грузински ალაზანი – Алазани, на азербайджански Qanıx – Ганих) е планинска река, извираща от южния склон на Голям Кавказ, течаща на югоизток и формираща частично границата между Грузия и Азербайджан. При слизането си от планината протича през широката Кахетинска долина. В древността е наричана Алазоний. Това е втората по дължина река в Грузия и днес пълни Мингечаурския язовир, построен в Азербайджан на река Кура. Преди река Йори е била неин десен приток, а Алзани се е вливала в река Кура.

## Хидрография
Алазани е най-големият ляв приток на река Кура, преминавайки през язовира. От лявата си страна приема многобройни притоци, стичащи се от главния Кавказки хребет. Тези реки са пълноводни и никога не пресъхват. Малочислените десни притоци извират от Кахетинския хребет. През пролетта представляват буйни потоци, а през лятото се превръщат в пресъхнали оврази. В долното си течение, в продължение на 100 km, Алазани не приема нито един приток отдясно.
Данните за дължината на реката са противоречиви, но енциклопедичните издания сочат за официална дължина 351 km. Извира на надморска височина 2837 m, при пресичането на Тианетския хребет със североизточния склон на масива Бол. Общата площ на басейна и е около 10 800 km2, а средният разход – 98 м3/s. Най-големият ѝ приток е била река Йори, а след изграждането на язовира е Катехчай, която тече през едноименно скалисто дефиле.
Тъй като Алазани е изключително планинска река, тя има смесено подхранване, събира водите си главно от дъждовете и топенето на снеговете. Няма следи от ледниково въздействие. Водите на Алазани и притока ѝ Самкурисдкали са най-прозрачни от всички реки в Източен Кавказ. Съдържанието на твърди частици е само 50 g/m3, въпреки че за 25 km дължина реката слиза с 2000 метра и скоростта на водите ѝ е изключително голяма.

## Течение
През първите 6 km Алазани тече през скалисто-тревиста теснина с ерозионен произход, а когато достига до 2000 m надморско ниво – през дълбока, гориста теснина. До височина 827 метра, където отляво се влива река Самкурисдкали, Алазани носи местното название Циплованисхеви. Наклонът на реката в тази си част е 80 m/km. В горното си течение, при преминаването си през тесния пролом, коритото ѝ е изпълнено със скални късове, камъни и чакъл. От вливането на Самкурисцкали до устието на десния приток Илто, на 520 m надморска височина, реката преминава през Панкиското дефиле. Край село Джоколо течението се усмирява от бент, след което отново забързва към изхода от пролома, а броят на камъните в руслото ѝ намалява. Средният ѝ наклон в участъка около с. Биркяни е 9 – 10 m/km.
Наклонът от Джоколо до устието на река Илто е около 13 m/km. По-надолу реката напуска пролома и през следващите 20 km, когато минава северно от град Ахмета, скоростта остава висока, руслото се разделя на няколко ръкава, изобилстващи с камъни, плитчини и бързеи. Край града се разлива в просторната Алазанска долина, а ширината ѝ достига 100 метра. Бреговете се изравняват, коритото започва да лъкатуши, постепенно чакълът преминава в пясък и се появяват алувиални участъци. Дъбовите гори във високата част са заменени от тясна ивица крайбрежни гори и лозови насаждения.
След устието на левия приток Агричая, реката започва отново да се вие и лъкатуши в безкрайни завои. В продължение на около 20 km от притока са издадени 3 прага, на интервали от около 3 – 4 km. Последният е най-голям и има височина 1 метър. В местата на резки завои има няколко силни стеснения. От вливането отляво на река Даринкоби, близо до другия голям приток Мазимча, Алазани тече в продължение на 180 km по границата между Грузия и Азербайджан. Водите стават сивокафяви с много висока мътност – 2000 – 3000 g/m3.
След вливането в реката на малките леви притоци Стори и Дидхеви, руслото на Алазани се разширява и достига района на Цнорския мост. Бреговете на места са заблатени, а дъното – кално. Течението става слабо, на места едва доловимо. Под село Сабатло (Цители-Сабатло), след вливането на река Курмухча, бреговете стават по-високи и по-стръмни, коритото се стеснява и скоростта на течението се увеличава. Алазани навлиза в тесния, 50-километров, лишен от растителност каньон на Степното плато, където скоростта и е 6 m/s.
При преминаването през каньона Алазани прави много завои и отново е изпъстрена с бързеи и прагове. Праговете тук са от всички видове – с ярко изразено главно течение, със или без бързеи, с водопади, с хаотично разпръснати камъни във въртящите се води. Броят на праговете в този участък е около 60. Последният от тях е с бързеи и с височина 1,5 m и се намира в каньон с ширина 10 метра, веднага след остър завой на реката. Малко по-надолу Алазани се влива в Мингечуарския язовир.

## Стопанско значение
По склоновете на Алазани е разположен един от основните райони в Грузия с големи лозови масиви. Освен за селскостопански и рекреационни цели, реката и водохранилището се използват и за риболов. В тях се срещат в големи количества костур, бабушка, каракуда и лъчеперка.

## Любопитно
Алазани протича през един от най-богатите на лозя райони на Грузия. Те често са унищожавани от градушки, особено по време на узряването и прибирането на гроздето, и то в такава степен, че дори на следващата година лозята не дават никакъв плод. Във връзка с борбата срещу градушките е изработен противоградния комплекс, наречен „Алазан“, тъй като е създаден главно за защита на Алазанската долина. Той включва ракетите „Алазань-2М-1СТ“, „Алазань-2М“ и пусковата установка ТКБ-040 за 12 ракети.